# Mateo Falcone (opera)

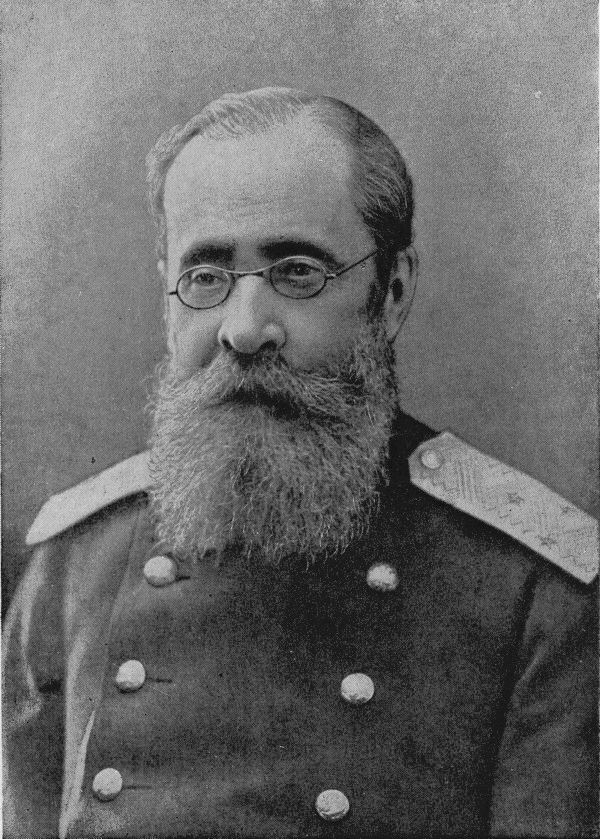
César Cui

Mateo Falcone (Матео Фальконе på kyrillska; Mateo Fal'kone i translitteration) är en enaktsopera med musik av César Cui komponerad 1906–1907. Librettot var en bearbetning av Cui av Prosper Mérimées roman med samma namn från 1829, samt från Vasilij Zjukovskijs dikt. Operan hade premiär den 14 december 1907 på Bolsjojteatern i Moskva (operan uppfördes tillsammans med Cuis tidigare enaktsopera Mandarinens son). Premiären blev ett fiasko och operan verkar aldrig mer ha framförts.

## Historia
Operan utgör den sista av Cuis tre korta operor, varav de två andra var Ett gästabud i pestens tid och Mademoiselle Fifi.
Musiken till Mateo Falcone har en deklamatorisk-melodisk stil i linje med kompositörens vördnad (och slaviska börd) för Aleksandr Dargomyzjskijs metod av "melodisk recitativ", vilken denne hade fört till fulländning i Stengästen. Det finns inga separata musiknummer att tala om i operan, även om höjdpunkterna består av orkesterpassagen som målar upp en barcaroll, och den finstämda latinbönen mot slutet (en tonsättning av "Ave Maria").

## Personer
- Mateo Falcone:	baryton
- Giuseppa, hans hustru: sopran
- Fredrick, en korsikansk snickare: baryton

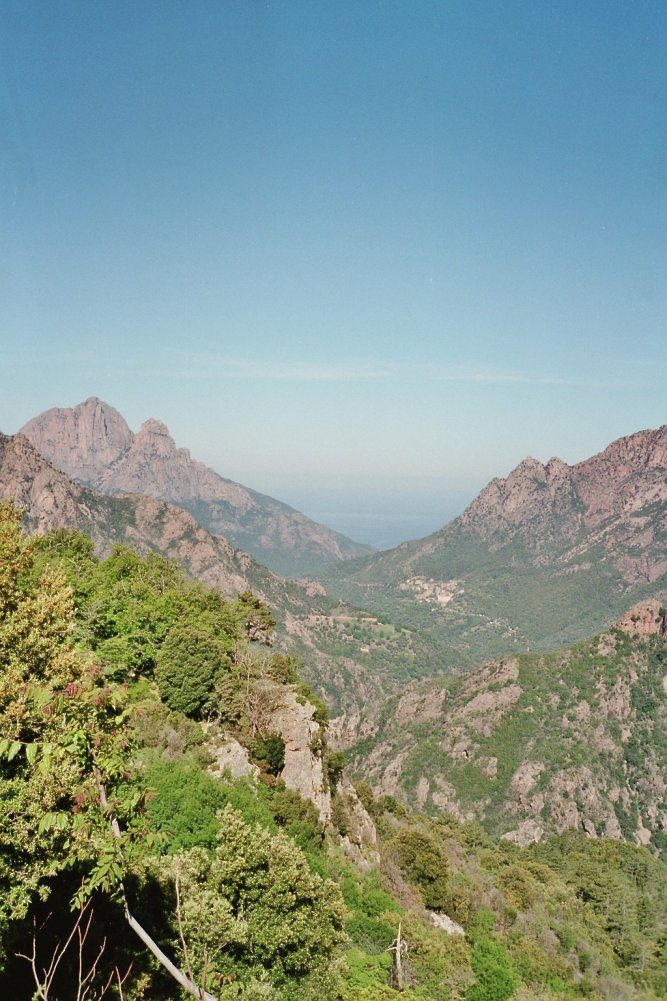
Vy från det bergiga landskapet på Korsika.

- Fortunato, deras son:	alt
- Sanpiero, en smugglare: tenor
- Gamba, en sergeant: bas
- Några soldater: tenorer och basar

## Handling
Korsika, 1800-talet.
Pojken Fortunato befinner sig utanför familjens hus spelande horn medan föräldrarna är borta. Skott hörs i fjärran och Sanpiero rusar skadad in. Han är på flykt från polisen och ber Fortunato att gömma honom. Fortunato ber om pengar vilket han får. Han gömmer Sanpiero.
Polisen anländer anförda av Gamba, som är en avlägsen kusin till Mateo. De söker igenom huset och försöker få fram information av Fortunato. Pojken spelar på sin ungdomliga oskuld tills Gamba frestar pojken med en förgylld klocka. Fortunato tar emot mutan och avslöjar Sanpiero
Mateo och hans hustru återvänder. Efter att Gamba berättar hus sonen hjälpte dem fånga in smugglaren Sanpiero, förbannar Sanpiero huset Falcone för förräderi medan han förs iväg. Mateo kan endast göra en sak för att rädda familjens heder: han för iväg sonen, ber böner med honom och skjuter honom sedan med ett enda gevärsskott.

### Allmänna källor
- César Cui. Матео Фальконе: драматическая сцена (по Меримэ и Жуковского). Фортепианное переложение с пением. [Mateo Falcone: dramatic scene (after Mérimée and Zhukovsky). Piano-vocal score.]  Москва: П. Юргенсон, 1907.